# Claire Heliot

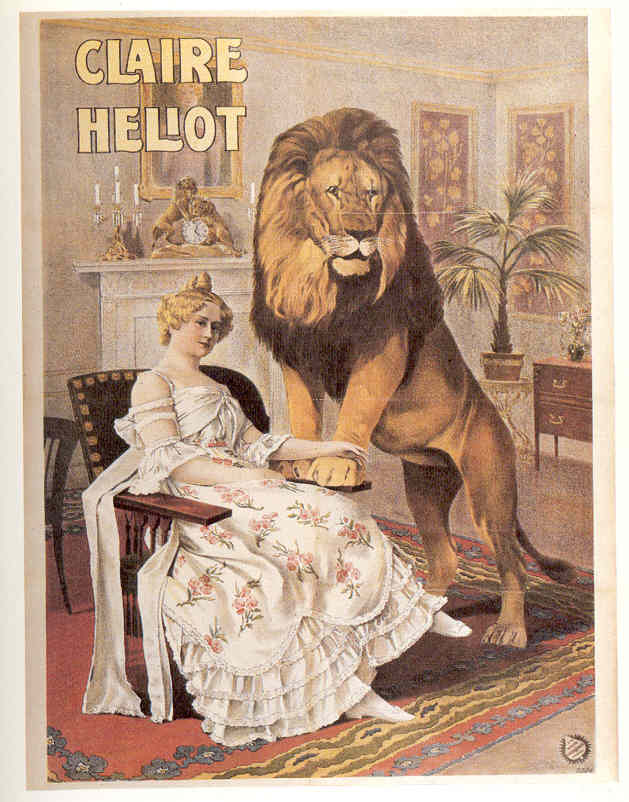
Claire Heliot, omkring 1903.

Clara Pleßke Hanmann (artistnamn Claire Heliot), född 9 februari 1866 i Halle, Sachsen-Anhalt, död 9 juni 1953 i Stuttgart, Baden-Württemberg, var en berömd tysk cirkusartist och djurtämjare i slutet av 1800-talet och början av 1900-talet.

## Biografi
Heliot var barn till posttjänstemannen Friedrich Pleßke och hans fru Bertha, hon gifte sig senare med Fedor Karl Johann August Hanmann (skild 1901).
Heliot började som djurskötare vid Tiergarten Leipzig där hon började arbeta med rovdjur. Kring 1887 började hon turnera i Tyskland bland annat vid "Zirkus Busch" med en föreställning med 12 lejon (Berberlejon) och 4 hundar (deutsche Dogge). 1898 inledde hon en turné i Europa, bland annat i England och Ryssland, senare turnerade hon med "Zirkus Sarrasani" även i USA.
Huvudnumret i hennes föreställning var när hon avslutade framträdandet med att ensam bära ut ett lejon.
Mellan december 1905 och november 1906 medverkade hon i Broadwayshowen A Society Circus på Hippodrome Theatre.
Heliot skadades allvarligt under ett uppträdande på Circus i Köpenhamn 1907, hon drog sig tillbaka från cirkuslivet och köpte gården Rappenhof nära Stuttgart där hon födde upp hästar. 1910 sålde hon gården och flyttade till Stuttgart, hon förlorade sina tillgångar under 1920-talets inflationsvåg.
Heliot dog 1953 på ett ålderdomshem i Stuttgart, där hon begravdes på Waldfriedhof.